# Бычков, Владимир Петрович (артист)
Владимир Петрович Бычко́в (10 февраля 1928, Кременчуг — 12 апреля 2024, Воронеж) — советский танцовщик, балетмейстер. Народный артист Российской Федерации (1995).

## Карьера
Родился 10 февраля 1928 года в Кременчуге (ныне Полтавская область, Украина).
С 1945 года — артист балета ансамбля «Кубанские казаки», ансамбля Крымской государственной филармонии, ансамбля песни и пляски Таврического военного округа (Симферополь), ансамбля Дунайской флотилии, ансамбля песни и пляски Северного флота.
С 1973 года жил в Воронеже. Работал главным балетмейстером воронежского ансамбля профтехобразования «Весенние зори», а с 1988 по 2006 год — его художественный руководитель.
В 1976 году ансамбль становится лауреатом премии Ленинского комсомола.
Скончался 12 апреля 2024 года в Воронеже на 97-м году жизни. Похоронен на Коминтерновском кладбище Воронежа.